# Clubiona paiki
Clubiona paiki este o specie de păianjeni din genul Clubiona, familia Clubionidae, descrisă de Mikhailov, 1991. Conform Catalogue of Life specia Clubiona paiki nu are subspecii cunoscute.